# Демирхан, Эвин
Эвин Демирхан (родилась 2 июля 1995 года) - турецкая женщина-вольница, выступающая в весовой категории до 48 кг.  Чемпионка Европы 2022 года. Призёр чемпионата мира 2017 года и чемпионата Европы 2018, 2019, 2023, 2024, 2025 годов. Победитель Средиземноморских игр в 2018 году. Была второй на Исламских играх солидарности 2017 в Баку. Чемпион Мира U-23 2017 года. Многократный призёр чемпионатов Европы и Мира среди юниоров.
В апреле 2025 года на чемпионате Европы в Братиславе в весовой категории до 50 кг завоевала серебряную медаль. В финальной схватке уступила сопернице из Украины Оксане Ливач.